# (37377) 2001 VP46
2001 VP46 (asteroide 37377) é um asteroide da cintura principal. Possui uma excentricidade de 0.16477580 e uma inclinação de 9.00334º.
Este asteroide foi descoberto no dia 9 de novembro de 2001 por LINEAR em Socorro.